# Eland
De eland (Alces alces) is het grootste recente zoogdier uit de familie van de hertachtigen (Cervidae). De wetenschappelijke naam van de soort werd als Cervus alces in 1758 gepubliceerd door Carl Linnaeus in de tiende editie van Systema naturae.

## Beschrijving
De eland is een groot dier met een opmerkelijke snuit. De vacht is ruw en grijsbruin van kleur. De rui valt in de lente. De poten zijn lang, waardoor hij in de diepe sneeuw kan lopen, en zijn grijzig wit. Bij vrouwtjes (koeien) loopt deze kleur over tot bij de staart. Volwassen mannetjes (stieren) hebben een baard en een gewei. Elanden hebben een sterk ontwikkeld reuk- en gehoororgaan. Het zicht is echter beperkt.
De eland heeft een kop-romplengte van 200 tot 290 centimeter. Het vrouwtje is ongeveer 25% kleiner dan het mannetje. Het mannetje heeft een schofthoogte van 180 tot 220 centimeter en een lichaamsgewicht van 320 tot 800 kilogram, het vrouwtje een schoft van 150 tot 170 centimeter en een gewicht van 275 tot 375 kilogram. De staart is vrij klein, en wordt slechts 7 tot 10 centimeter lang. Het gewei kan gemakkelijk een spanwijdte bereiken van 2 meter.
Elandstieren hebben over het algemeen een breed, bladvormig schoffelgewei met korte uitsteeksels, maar er zijn ook individuen met een takvormig stanggewei. Het voorkomen van beide typen is geografisch bepaald: zo hebben stieren in het zuiden van Scandinavië vaker een stanggewei en in het noorden van Scandinavië vaker een schoffelgewei. Met name grote schoffelgeweien zijn geliefde jachttrofeeën. Het gewei wordt ieder jaar tussen december en maart afgeworpen. In april zal het weer aangroeien, en in augustus of september of oktober wordt de basthuid afgeschuurd.

## Voedsel en leefgebied
De eland is een herbivoor (planteneter), hij leeft voornamelijk van scheuten en twijgen van bomen als de grove den (Pinus sylvestris). Ook eet hij de schors van berken, wilgen (Salix) en ratelpopulieren (Populus tremula). 's Zomers bestaat het dieet grotendeels uit grotere kruiden, bladeren en waterplanten, in de herfst eet hij vaker granen. 's Winters eet een eland gemiddeld zo'n tien kilogram aan twijgen en scheuten per dag.
De eland komt voornamelijk voor in naaldbossen. Hij heeft een voorkeur voor meer drassige streken als riviervalleien en meren. De eland is een uitstekende zwemmer en is regelmatig in het water te vinden. 's Winters zoekt hij drogere gebieden op.

## Ondersoorten en verspreiding

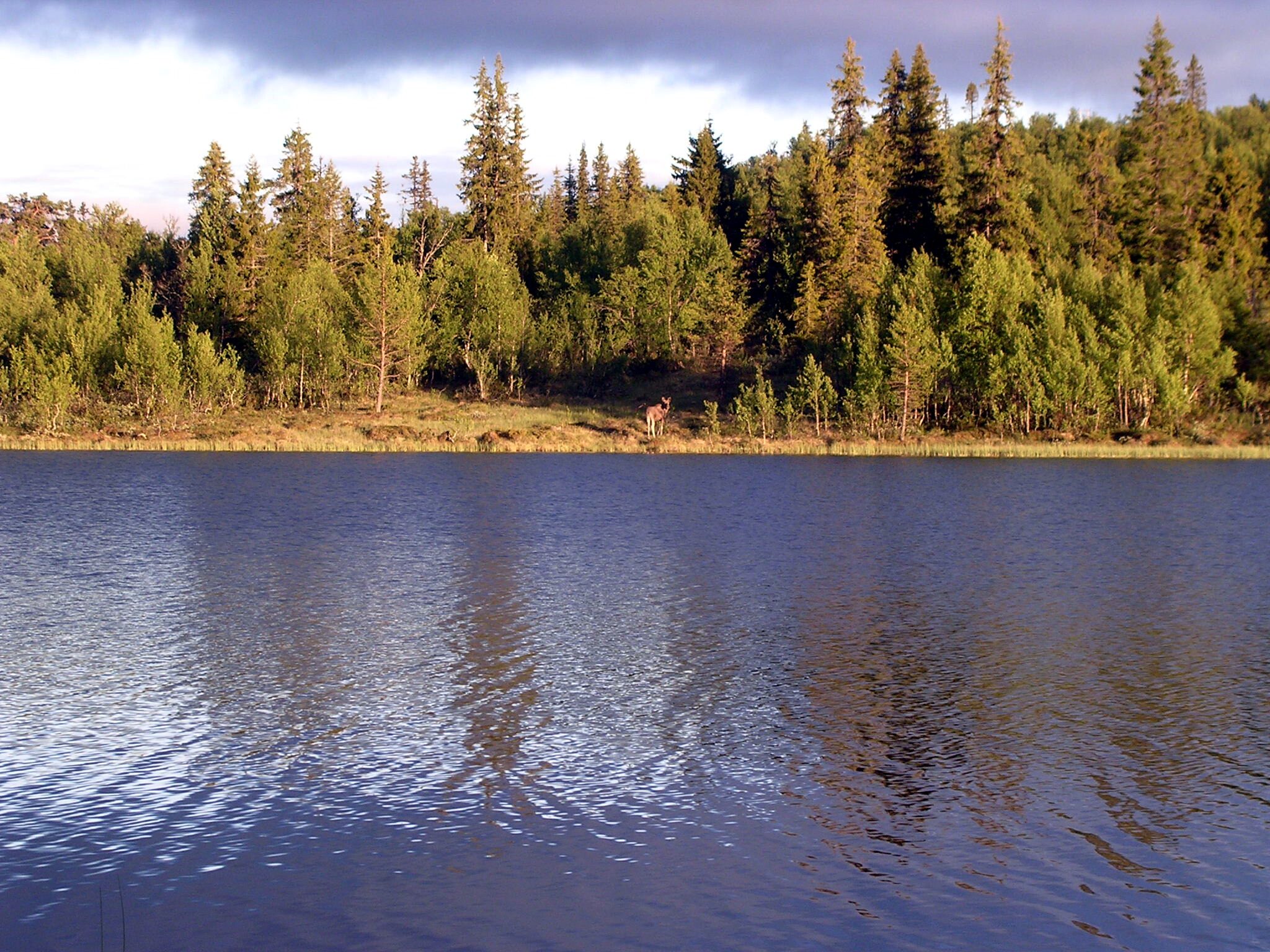
In de natuurlijke leefomgeving (Noorwegen)

Er is geen overeenstemming onder taxonomen voor wat betreft de te onderscheiden ondersoorten. Wilson & Mittermeier (2011) onderscheiden er negen, waarvan er één is uitgestorven:
- Alces alces alces – Europese eland
- Alces alces pfizenmayeri Zukowsky, 1910 – Siberische eland – Komt voor van Centraal-Siberië tot het Stanovojgebergte en Tsjerskigebergte.[3][4][5]
- Alces alces cameloides Milne-Edwards, 1867 – Komt voor in het noorden van Mongolië, het Russische Verre Oosten en het noorden van Mantsjoerije.[3]
- Alces alces buturlini Tsjernjavski & Zjelesnov, 1982 – Komt voor in het noordoosten van Siberië en Kamtsjatka.[3]
- Alces alces gigas Miller, 1899 – Reuzeneland – Komt voor in Alaska en Yukon.[3][6]
- Alces alces andersoni Peterson, 1950 – Komt voor van Brits-Columbia tot Minnesota en Ontario.[3]
- Alces alces shirasi Nelson, 1914 – Yellowstone-eland – Komt voor van het zuiden van Alberta tot Wyoming en Utah.[3][6]
- Alces alces americanus Clinton, 1822 – Amerikaanse eland – Komt voor in het oosten van Canada, vanaf het midden van Ontario tot aan Newfoundland.[3][6]
- † Alces alces caucasica Veresjtsjagin, 1955 – Kaukasuseland – Uitgestorven. Kwam voor in de Kaukasus.[3][6]

### Alternatieve indeling
Elanden uit Noord-Amerika, Oost-Siberië, Mongolië en Mantsjoerije worden soms als een aparte soort, Alces americanus, opgevat. Alces alces wordt dan als de Euraziatische soort beschouwd. Bij een dergelijke indeling zouden er in een breed gebied, van Centraal-Siberië tot het noorden van Buiten-Mongolië, hybriden van de soorten leven.

### Verspreiding van de Europese eland
De Europese eland komt voor in Fennoscandinavië (Noorwegen, Zweden en Finland), de Baltische staten, Tsjechië, Polen en Wit-Rusland. De elandenpopulatie in Finland neemt af. In Finland is de jacht op elanden toegelaten.
Sinds 2012 wordt deze ondersoort ook weer gezien in Duitsland. Elanden uit Polen steken de grens over en verblijven enige tijd in het oostelijke deel van Duitsland, zoals in de deelstaat Brandenburg. Ook zijn er elanden gezien in het Beierse Woud, deze zijn afkomstig uit Tsjechië.

### Nieuw-Zeeland
In 1910 werden tien elanden vanuit Noord-Amerika geïntroduceerd in het Nationaal Park Fiordland in Nieuw-Zeeland. Men nam lange tijd aan dat de dieren zonder nakomelingen stierven. Na meerdere onbevestigde waarnemingen in de loop der jaren, werd in 2002 door middel van haarvondsten aangetoond dat er nog steeds elanden leven in Nieuw-Zeeland, zij het in zeer kleine aantallen.

## Sociaal gedrag en voortplanting

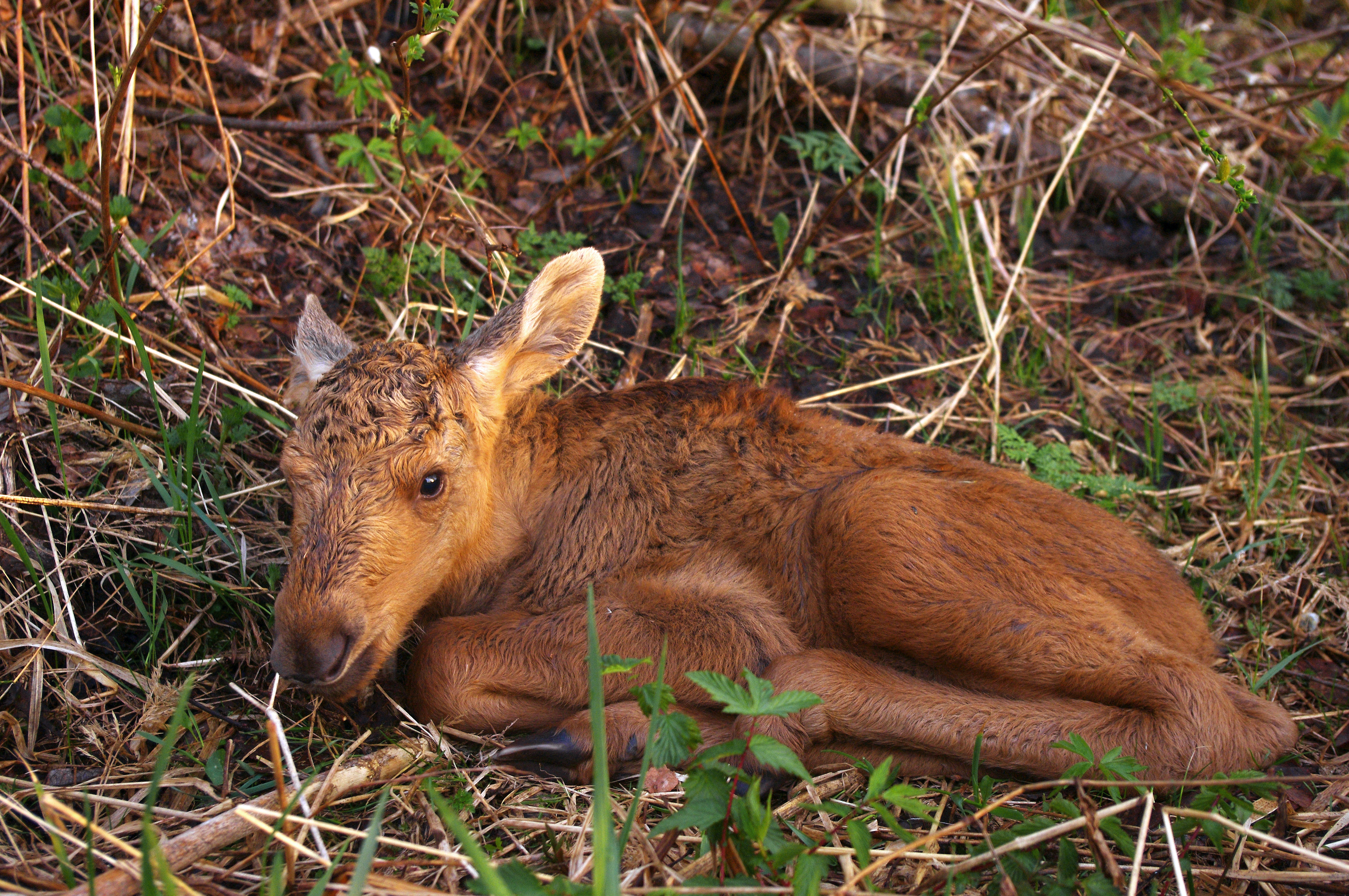
Elandkalf in Estland

Elanden leven over het algemeen solitair. 's Winters kunnen ze zich echter verzamelen in kleine gemengde kudden. Een volwassen vrouwtje is in deze groepen de leider. De meeste elanden zullen niet wegtrekken, maar in Rusland kan het dier wel 150 kilometer reizen van de zomer- naar de wintergebieden. In de bronsttijd trekt een mannetje enkele dagen met een vrouwtje op.
De kalveren worden geboren na een draagtijd van 235 dagen. Jonge vrouwtjes krijgen meestal slechts één kalf, oudere vrouwtjes krijgen vaker tweelingen. Ook drielingen komen voor. Elandvrouwtjes kunnen nog drachtig zijn als ze twintig jaar oud zijn. Het kalf heeft een roodbruine vacht. Na twee tot drie dagen kan het jong zijn moeder volgen.
Het kalf weegt bij de geboorte zo'n 11 tot 16 kilogram. Binnen een maand verdubbelt het zijn lichaamsgewicht. Daarna groeit het één kilogram per dag. Aan het einde van de eerste herfst zal bij het mannetje het eerste gewei gaan groeien.
Tien à vijftien dagen voordat de moeder het volgende kalf zal werpen zal de moeder haar eerder geboren jong wegjagen. De eland wordt over het algemeen in het tweede jaar geslachtsrijp. Hij kan maximaal 27 jaar oud worden. De natuurlijke vijanden van de eland zijn vooral beren en wolven.

## Eland in Nederland
Elanden worden alleen gehouden in Natuurpark Lelystad. Tot duizend jaar geleden kwam het dier in Nederland in het wild voor. Volgens een Drentse jachtvergunning liep hij daar in 1025 nog rond. In de eerste decennia van de eenentwintigste eeuw werd onderzoek gedaan naar de mogelijkheid van re-introductie in grote natte natuurgebieden zoals de Biesbosch. De eland voelt zich beter thuis in moerasachtige gebieden dan andere grote grazers; zijn aanwezigheid zou er een gunstige invloed kunnen hebben op de biodiversiteit.

## Mens en eland
Op snelwegen gebeuren geregeld dodelijke aanrijdingen met overstekende elanden, vooral in de bronsttijd. In bosrijke gebieden worden om die reden waarschuwingsborden geplaatst.
Onder andere in Zweden is sprake van grootschalige elandenjacht.

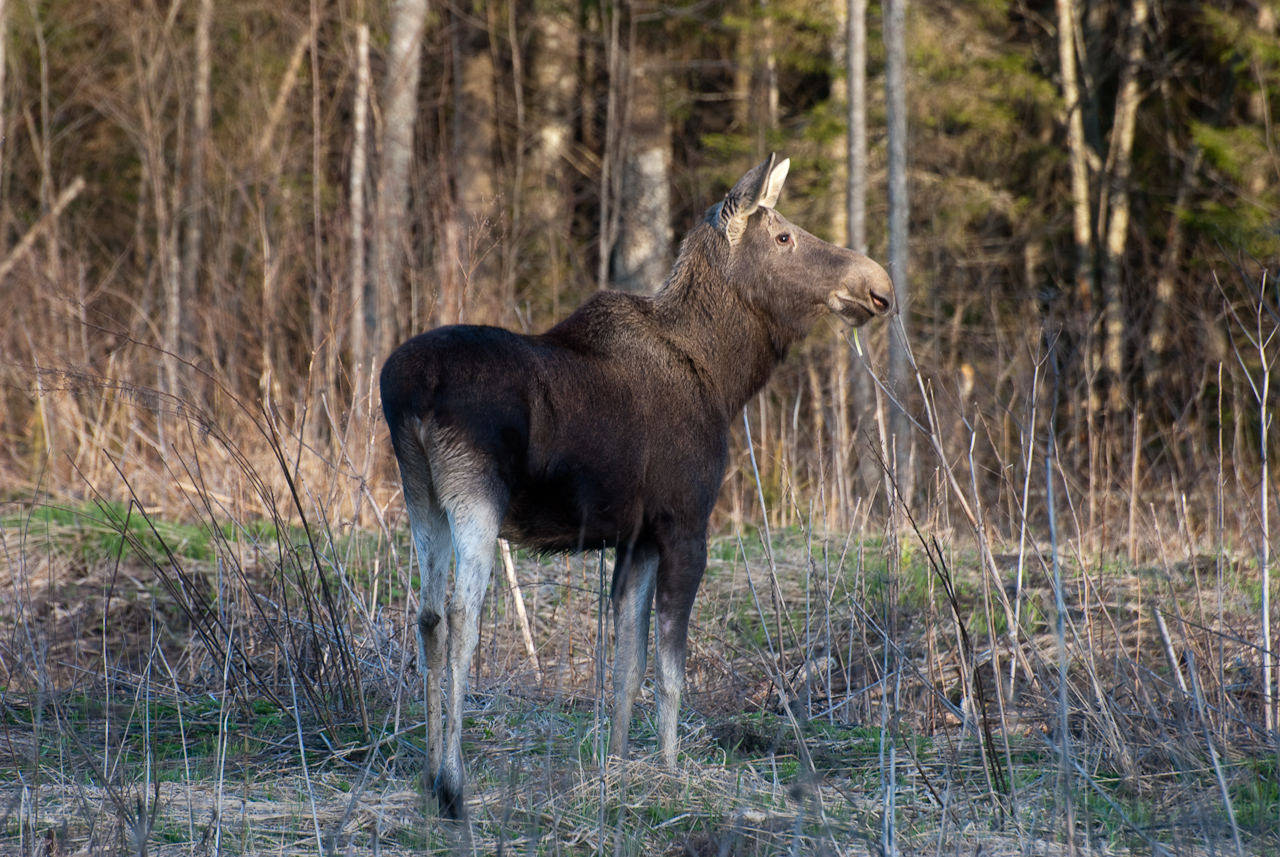
Vrouwtje in Rusland
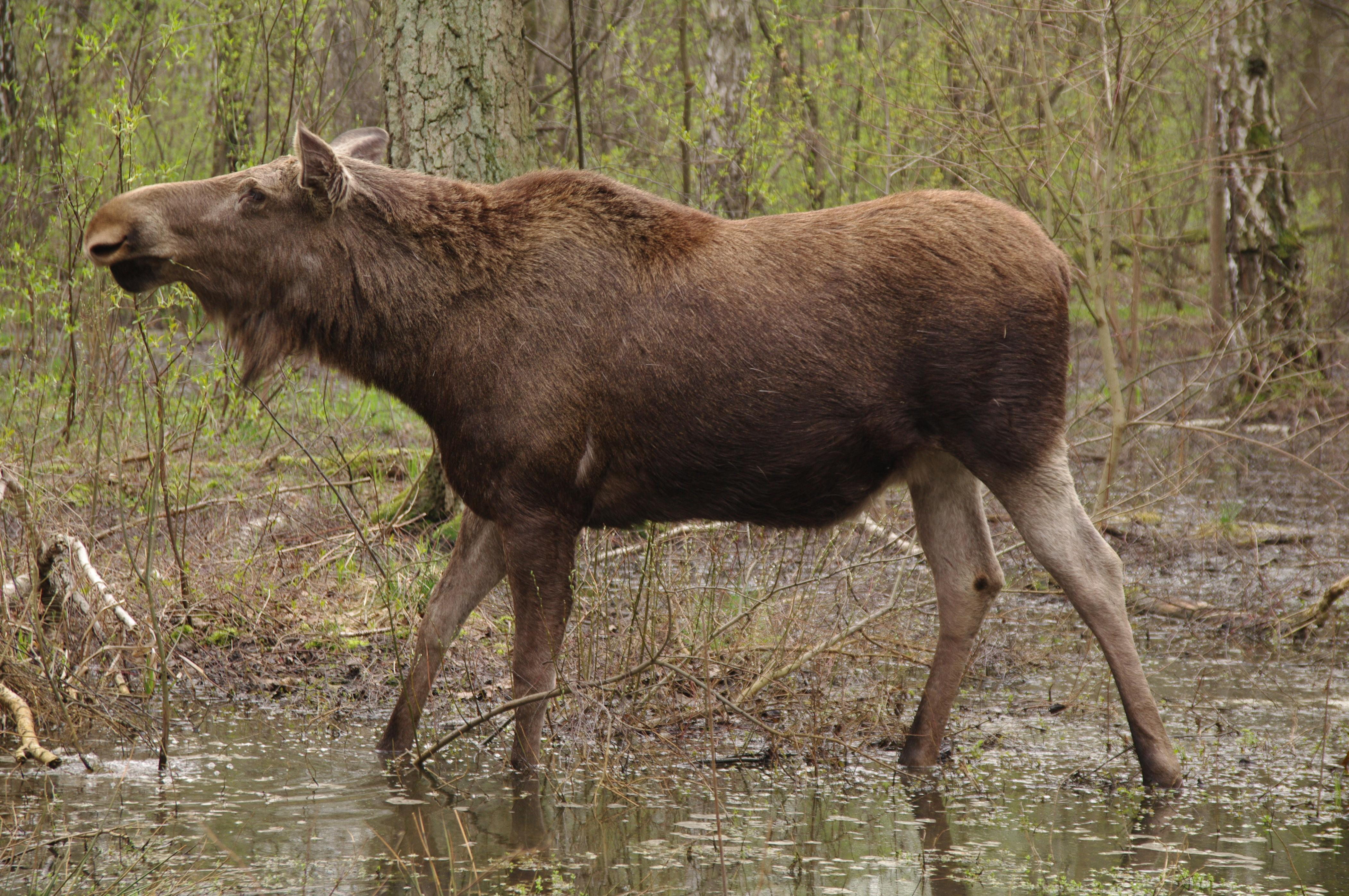
Elandkoe in Polen
Verkeersbord uit Zweden
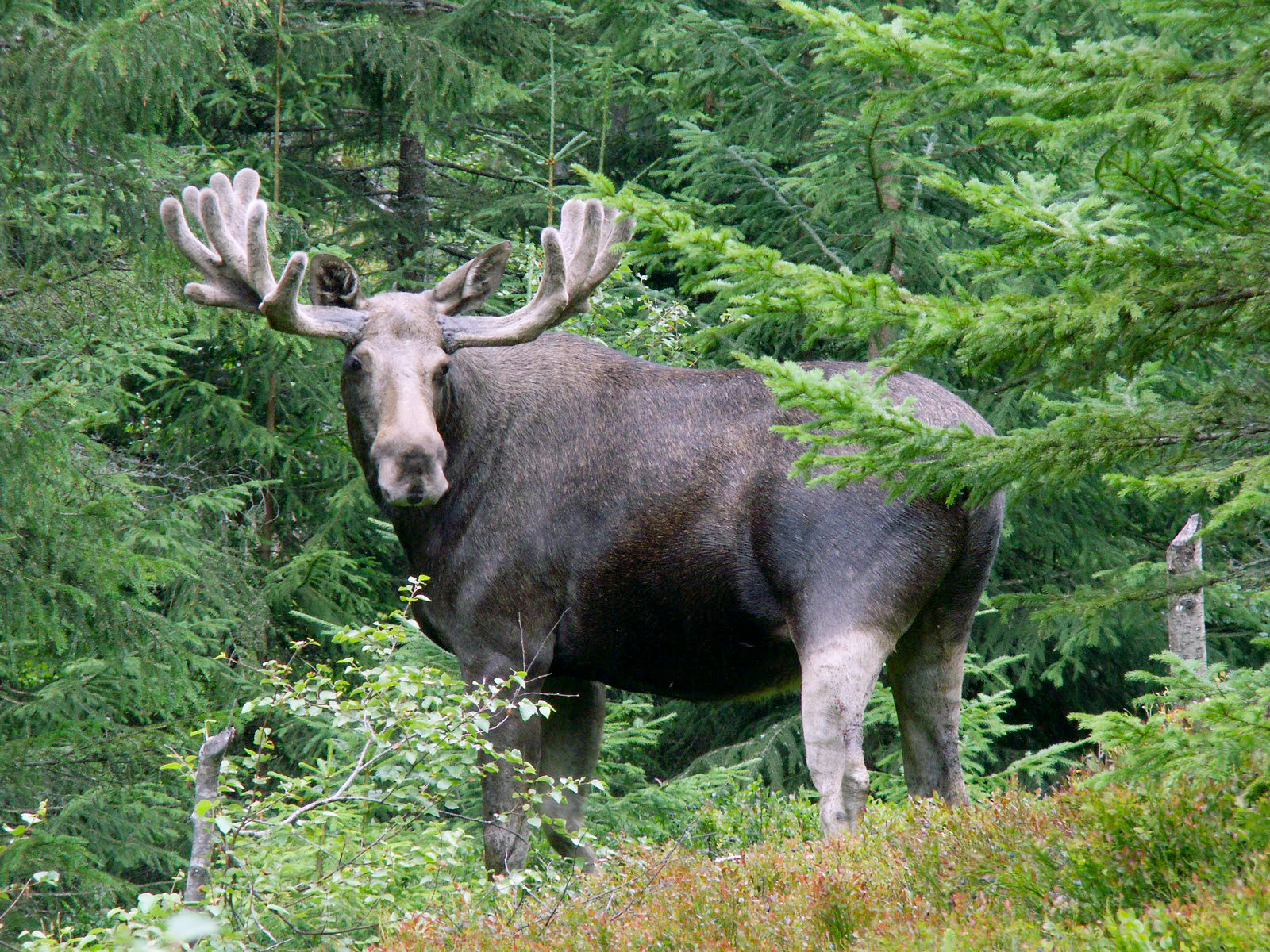
Volwassen mannetje in Telemark (Noorwegen)
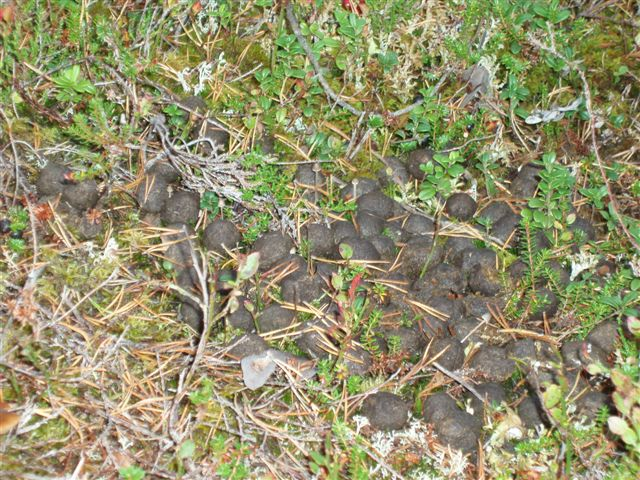
Uitwerpselen van de soort
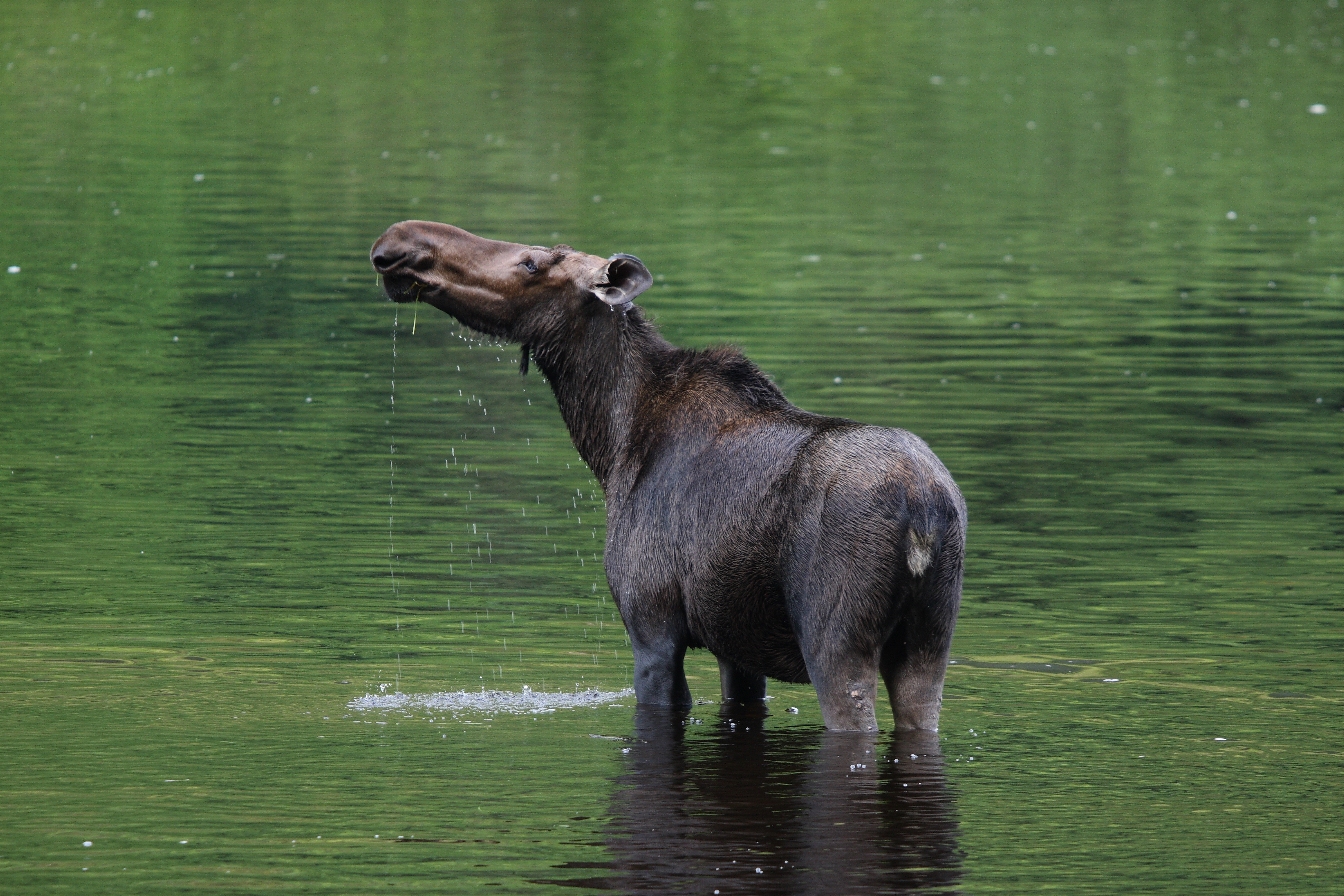
Foeragerend in een meer